# Шелаболихинский район
Шелабо́лихинский райо́н — административно-территориальное образование (сельский район) и муниципальное образование (муниципальный район) в  Алтайском крае России.
Административный центр — село Шелаболиха, расположенное в 86 км от Барнаула.

## География
Район расположен на севере края.
Граничит с Каменским, Тюменцевским, Ребрихинским, Павловским, Тальменским районами края и Сузунским районом Новосибирской области.
Климат континентальный, Средняя температура января −18,3 °C, июля +19,1 °C. Годовое количество атмосферных осадков — 350 мм.
На территории района протекают реки: Обь, Крутишка, Кучук, Шелаболиха; имеются озёра: Митино, Титово, Кишкино. Почвы-чернозёмы выщелоченные обыкновенные, лугово-чернозёмные. Растут берёза, тополь, клён, сосна, осина. Обитают лось, косуля, волк, лиса, заяц.
Площадь — 2550 км².

## История
Район впервые образован в 1924 году, но несколько раз упразднялся. Восстановлен 15 января 1944 года из 6 сельсоветов Павловского района и 8 сельсоветов Тюменцевского района. Вновь упразднён в 1963 году, вторично восстановлен в 1985 году за счёт части территории Павловского и Тюменцевского районов края.

## Население
| 1959    | 1996    | 1997    | 1998    | 1999    | 2000    | 2001    |
| ------- | ------- | ------- | ------- | ------- | ------- | ------- |
| 28 780  | ↘16 100 | ↘16 000 | ↘15 400 | ↘15 000 | ↘14 900 | ↗15 400 |
| 2002    | 2003    | 2004    | 2005    | 2006    | 2007    | 2008    |
| ↗16 200 | ↘15 703 | ↘15 405 | ↗15 564 | ↘15 515 | ↘15 397 | ↘15 362 |
| 2009    | 2010    | 2011    | 2012    | 2013    | 2014    | 2015    |
| ↘14 777 | ↘13 678 | ↘13 621 | ↘13 422 | ↘13 217 | ↘13 006 | ↘12 913 |
| 2016    | 2017    | 2018    | 2019    | 2020    | 2021    |         |
| ↘12 806 | ↘12 790 | ↘12 778 | ↘12 708 | ↘12 584 | ↘10 501 |         |

### Национальный состав[17]
По данным переписи населения 2002 года:
| национальность | мужчин | женщин | всего  | %    |
| -------------- | ------ | ------ | ------ | ---- |
| русские        | 7 216  | 7 969  | 15 185 | 96   |
| немцы          | 147    | 152    | 299    | 1,9  |
| украинцы       | 63     | 59     | 122    | 0,8  |
| армяне         | 18     | 13     | 31     | 0,2  |
| татары         | 18     | 13     | 31     | 0,2  |
| азербайджанцы  | 16     | 7      | 23     | 0,14 |
| мордва         | 11     | 8      | 19     | 0,12 |
| белорусы       | 7      | 10     | 17     | 0,11 |
| итого:         | 7 554  | 8 264  | 15 818 | 100  |

## Административно-муниципальное устройство
Шелаболихинский район с точки зрения административно-территориального устройства края включает 9 административно-территориальных образований — 9 сельсоветов.
Шелаболихинский муниципальный район в рамках муниципального устройства включает 9 муниципальных образований со статусом сельских поселений:
| № | Сельское поселение        | Административный центр | Количество населённых пунктов | Население (чел.) | Площадь (км²) |
| - | ------------------------- | ---------------------- | ----------------------------- | ---------------- | ------------- |
| 1 | Верх-Кучукский сельсовет  | село Верх-Кучук        | 2                             | ↘1199            | 217,23        |
| 2 | Ильинский сельсовет       | село Ильинка           | 2                             | ↘664             | 124,87        |
| 3 | Инской сельсовет          | село Иня               | 1                             | ↘531             | 532,91        |
| 4 | Кипринский сельсовет      | село Киприно           | 5                             | ↘2090            | 406,16        |
| 5 | Крутишинский сельсовет    | село Крутишка          | 4                             | ↘1508            | 482,97        |
| 6 | Кучукский сельсовет       | село Кучук             | 3                             | ↘1376            | 257,65        |
| 7 | Макаровский сельсовет     | село Макарово          | 1                             | ↗396             | 159,65        |
| 8 | Новообинцевский сельсовет | село Новообинцево      | 2                             | ↗918             | 176,90        |
| 9 | Шелаболихинский сельсовет | село Шелаболиха        | 1                             | ↘3398            | 191,50        |

Законом Алтайского края от 4 июля 2017 года № 49-ЗС Кипринский и Омутский сельсоветы были преобразованы, путём их объединения, в Кипринский сельсовет с административным центром в селе Киприно.

### Населённые пункты
В Шелаболихинском районе 21 населённый пункт:

| Шелаболиха   | ↘3398 |
| Киприно      | ↘1192 |
| Крутишка     | ↘1046 |
| Верх-Кучук   | ↗1044 |
| Кучук        | ↗994  |
| Новообинцево | ↗935  |
| Ильинка      | ↘654  |

| Иня       | ↘531 |
| Селезнёво | ↗494 |
| Батурово  | ↗414 |
| Омутское  | ↘413 |
| Макарово  | ↗396 |
| Подгорный | ↘316 |
| Ивановка  | ↘265 |

| Чайкино     | ↗243 |
| Луговое     | ↗73  |
| Сибирка     | ↘71  |
| Быково      | ↗68  |
| Новосёловка | ↘40  |
| Малиновка   | ↗25  |
| Сакмарино   | ↘5   |

## Экономика
Основное направление экономики — сельское хозяйство. Экономику района представляют 10 крупных сельскохозяйственных предприятий: ОАО «Новообинцевское», ОАО «Алтай», ОАО «Омутское», ОАО «Кипринское», ОАО «с-з Шелаболихинский», ОАО «Крутишинское», СХПК «Колхоз им. Кирова», ООО «Предгорье», ОАО «Шелаболихинская СХТ» и ОАО «Шелаболихинский Агроснаб», 3 крупных промышленных предприятия ОАО «Кипринский МСЗ», ОАО «Шелаболихинское ХПП» и ПОБ «Пищевик», два предприятия торговли ООО «Гущина» и ПО «Шелаболихинское РайПО», а также несколько малых предприятий, работающих в сфере переработки сельскохозяйственной продукции, и 272 индивидуальных предпринимателя.

## Транспорт
По территории района проходит автомобильная трасса Р380 «Барнаул — Камень-на-Оби — Новосибирск».